# Picaflors de l'illa de Flores
El picaflors de l'illa de Flores (Dicaeum rhodopygiale) és una espècie d'ocell passeriformes de la família dels dicaeidae que es troba a les regions muntanyoses de l'illa indonèsia de Flores, una de les illes Petites de la Sonda. L'hàbitat natural és el bosc humit de muntanya subtropical o tropical. Antigament, es considerava una subespècie del picaflors sagnant.

## Descripció
És corpulent i es mou pel dosser com un insecte gros i actiu. El dors del mascle és blau iridescent, el pit vermell brillant i la línia negra que s'estén pel ventre és blanca. Com passa amb molts altres picaflors, la femella és considerablement més apagada, amb una taca de gropa vermella que és l'única taca de color brillant en el plomatge, d'altra banda, en general és gris-marró.

## Hàbitat
Habita els boscos muntans de poca extensió i contraforts. És endèmic de Flores.

## Taxonomia
El picaflor de l'illa de Flores va ser descrit formalment el 1928 per l'ornitòleg alemany Bernhard Rensch a partir d'un exemplar recollit a una altitud a 1.200 m prop del llac Ranamese a l'illa indonèsia de Flores. Va considerar que era una subespècie del picaflors sagnant i va encunyar el nom trinomial Dicaeum sanguinolentum rhodopygiale. L'epítet específic combina el grec antic «ῥοδον/rhodon» que significa “rosa” amb «-πυγιος/-pugios» que significa “-gropa”. El picaflors de l'illa de Flores es considera ara com una espècie separada en funció de les diferències de plomatge i vocalitzacions. L'espècie és monotípica, és a dir,  no es reconeix cap subespècie.